# 루디 발레
루디 밸리(Rudy Vallée, 본명은 후버트 프라이어 밸리(Hubert Prior Vallée), 1901년 7월 28일 ~ 1986년 7월 3일)는 프랑스계 미국인 출신이며 미국의 남성 가수, 작사가, 클라리넷 연주자, 색소폰 연주자, 드럼 연주자, 악단 지휘자, 영화배우이다.

## 생애
미국 예일 대학교를 졸업한 그는 1924년 가수로 첫 데뷔하였고 1929년 미국 영화 《The vagabond lover》의 주연으로 영화배우 데뷔하였다.
스탠더드 팝 가수와 영화배우로 많은 인기를 누렸으며 1986년 7월 3일, 미국 캘리포니아주 노스할리우드에서 향년 85세로 별세하였다.

## 유명세
그는 보통적으로 대한민국 국내에서는 《As time goes by》라는 아메리칸 올드 팝 곡의 오리지널 원곡 가수로 널리 잘 알려져 있다.